# Ђевђелијски партизански одред
Ђевђелијски народноослободилачки партизански одред „Сава Михајлов” је био партизанска јединица у саставу Народноослободилачке војске и партизанских одреда Југославије током Другог светског рата у Босни и Херцеговини.

## Историјат
формиран је  у првој половини маја 1943. године на планини Кожуф од око 50 бораца из Ђевђелије и из Богданаца. У почетку назива се Сава Михајлов (македонски револуционар и један од руководилаца илинденског устанка). Дејствовао је на подручју Тиквеша и Ђевђелије заједно са Тиквешким партизанским одредом „Добри Даскалов“, нападајући сеоске општине, бугарске полицијске станице и пограничне посаде. Борци одреда су 17. маја напали село Радњу, одакле су запленили жито које су касније поделили мештанима. У садејству са одредом "Добри Даскалов" изводио је борбене акције у Тиквешији, у периоду од 28. маја до 10. јуна 1943. године, у селима: Драгожел, Праведник, Сешково, Галиште, Голем Радобиљ и Мали Радобиљ. Политичким деловањем и свакодневним акцијама одред је разобличавао непријатељеву пропаганду. Пошто је обезбедио подршку напада и формирао НОО по селима, подручје Тиквеша и Ђевђелије постало је једно од жаришта устанка у Македонији, одакле се предузимају шира дејства према Велесу, Маријову и дуж железничке пруге Ђевђелија—Демир Капија. Од Ђевђелијског и одреда Добри Даскалов формиран је 24. септембра 1943. батаљон „Страшо Пинџур“ који је 30. децембра ушао у састав 2. македонске бригаде.